# دلال خلیل صفدی
دلال خلیل صفدی (عربی: دلال خلیل صفدی؛ ۱۸۹۸ – ۴ فوریهٔ ۱۹۷۶) نویسنده و مترجم اهل لبنان بود. او که در ژانر داستان کوتاه در میان زنان خاورمیانه پیشگام محسوب می‌شود، نخستین زنی بود که دست به انتشار یک مجموعه داستان کوتاه در عراق زد.

## سنین جوانی و تحصیل
صفدی در سال ۱۸۹۸ در بیروت، لبنان به دنیا آمد. او در بیت‌لحم و در کالج زنان دانشگاه آمریکایی بیروت تحصیل کرد.

## آغاز حرفه در خاورمیانه
صفدی در اوایل فعالیت حرفه‌ای خود به‌عنوان معلم از جمله به‌عنوان مربی عربی، تاریخ و انگلیسی در لبنان، عراق و ناصره مشغول به کار شد. او که یک مسیحی متدین بود، از جمله در یک مدرسهٔ رسالت پرسبیتری استقرار یافت. او همچنین به عنوان مترجم مشغول به کار شد و در حدود سال ۱۹۳۲ آثاری را از زبان انگلیسی برای چاپ در مجلهٔ العرفان ترجمه کرد.
او در سال ۱۹۳۵ مجموعه داستان کوتاه حوادث و عبر را در لبنان منتشر کرد. سپس در سال ۱۹۳۷ این کتاب توسط انتشارات الراعی در نجف منتشر شد و او به اولین زنی تبدیل شد که یک مجموعه داستان کوتاه را در عراق منتشر می‌کرد.
همچنان که صفدی نویسنده‌ای پیشگام در زمینهٔ داستان کوتاه در لبنان و عراق به‌شمار می‌رود، عمر محمد طالب، منتقد، استدلال می‌کند که داستان‌های او بهتر است به‌عنوان داستان‌های تعلیمی دسته‌بندی شوند تا داستان‌های تخیلی، زیرا از «زبان سخنوری و لحنی پرطنین برای موعظه به خواهرانش و تشویق آن‌ها به پایبندی به فضیلت، اخلاق و آموزه‌های دینی استفاده می‌کند. نویسنده، داستان‌هایی از سرنوشت‌های بدی که در انتظار زنان منحرف است را روایت می‌کند.»

## مهاجرت به ایالات متحده آمریکا
در اواخر دههٔ ۱۹۳۰، صفدی در سن ۳۸ سالگی به ایالات متحده مهاجرت کرد و در منطقهٔ دیترویت، جایی که خواهرش در آن زندگی می‌کرد، ساکن شد. او در آنجا در دانشگاه ایالتی میشیگان در رشتهٔ جامعه‌شناسی تحصیل کرد و در سال ۱۹۴۸ با مدرک کارشناسی ارشد فارغ‌التحصیل شد و پس از آن در دیترویت به تحقیق پیرامون رفاه کودکان مشغول شد. او همچنین به تدریس زبان عربی در دانشگاه ایالتی میشیگان و دانشگاه ایالتی وین مشغول بود.
او در زمان سکونت در میشیگان از سال ۱۹۴۶ تا ۱۹۴۸ یک مجلهٔ ماهانهٔ دو زبانهٔ عربی-انگلیسی به نام پژواک شرق را منتشر کرد. این مجله، اخبار، و نکات فرهنگی و خانگی را برای مخاطبان و خوانندگان عرب‌زبان در ایالات متحده و آن سوی مرز در کانادا ارائه می‌کرد.
صفدی پس از ۱۵ سال اقامت در لنسینگ، در سال ۱۹۵۰ به واشینگتن، دی.سی. نقل مکان کرد و شغل نظارت و ترجمهٔ اخبار بین‌المللی برای وزارت دفاع ایالات متحده را برعهده گرفت. او در سال ۱۹۵۴ کتابی از ضرب‌المثل‌ها و ترانه‌های عربی را که به انگلیسی ترجمه کرده بود، به نام «هزار و یک ضرب‌المثل عربی» از طریق ناشری در بیروت منتشر کرد. او در این دوره مجموعه‌ای محبوب از دستورالعمل‌های لبنانی-سوری را نیز نوشت که ابتدا از طریق ناشری در واشینگتن، و سپس مجدداً در دیترویت، بیروت و شربروک منتشر شد.

## سال‌های بعد در کانادا
در حالی که صفدی در واشینگتن ساکن بود، مالک لبنانی یک فروشگاه کالاهای خام در کواتیکوک، کبک، به نام مایکل الیاس، از طریق نامه‌نگاری پستی از او خواستگاری کرد. او سرانجام با درخواست الیاس را پذیرفت و در سال ۱۹۶۱ با او ازدواج کرد و سپس به کانادا مهاجرت کرد. او در آنجا کتاب اربعون قصاص حقیقه وقایع (چهل داستان واقعی) را نوشت که بر اساس تجربیات او به‌عنوان یک زن جوان در خاورمیانه است. این کتاب در سال ۱۹۶۵ توسط الامریکیه پرس در کانادا منتشر شد.
پس از مرگ الیاس در حدود سال ۱۹۶۸، صفدی به وینزر، انتاریو نقل مکان کرد تا همزمان با ماندن در کانادا، به حلقهٔ خود در میشیگان نیز نزدیک باشد. او به مدت نه سال در آنجا زندگی کرد، تا اینکه در سال ۱۹۷۶ در سن ۸۶ سالگی درگذشت.